# Husøy (Tønsberg)
Husøy er en ø på 0,9 km² tilhørende Tønsberg kommune, Vestfold og Telemark fylke i Norge. Den ligger mellem øen Føynland i Færder kommune og Husvik i Tønsberg kommune, og har en befolkning på omkring 930 mennesker (2001). På øen lå tidligere børneskolen Husøy skole (nedlagt 2013) og Husøy kirke fra 1933. Husøy og Føynland Idrettsforening har klubhus og kunstgræssbanen Husøy Arena på øen.
Over Husøy går fylkesvei 430 med broforbindelse over Myrasundet til Føynland og videre til fylkesvei 309 på Nøtterøy. Det var ind til 2012 færgeforbindelse over Husøysundet til Tangen ved Husvik, betjent af personfærgen «Ole III». Færgen blev sat i drift igen 3. juli 2017.
- Gammelt søkort, formentlig fra 1730'erne,[4] over «Trellen» (Træla) med «Feyn» (Føynland) og «Huusoe» (Husøy) til venstre, «Nøtterøen» øverst og Tønsberg med Byfjorden til høyre. (Nord på kortet ligger i retning mod nedre, højre hjørne.)
Original: Statens kartverk
- Søkort over havområdet mellem Tønsberg og Nøtterøy fra ukendt årstal. «HuusØen» og «Føyen» midt i billedet.
Original: Statens kartverk
- Fergen «Ole III» ved kaj ved Husøy. 
Foto: Peter Fiskerstrand